# Vlasatice
Vlasatice település Csehországban, a Brno-vidéki járásban. Vlasatice Pohořelice, Trnové Pole, Troskotovice, Branišovice, Drnholec és Pasohlávky településekkel határos. Lakosainak száma 939 fő (2024. január 1.).

## Népesség
A település lakosságának változását az alábbi diagram mutatja:
| Lakosok száma | 1748 | 1907 | 2021 | 974  | 947  | 785  | 862  | 859  | 870  | 939  |
|               | 1869 | 1900 | 1921 | 1961 | 1980 | 2011 | 2016 | 2019 | 2021 | 2024 |